# Bolschoi-Theater (Sankt Petersburg)

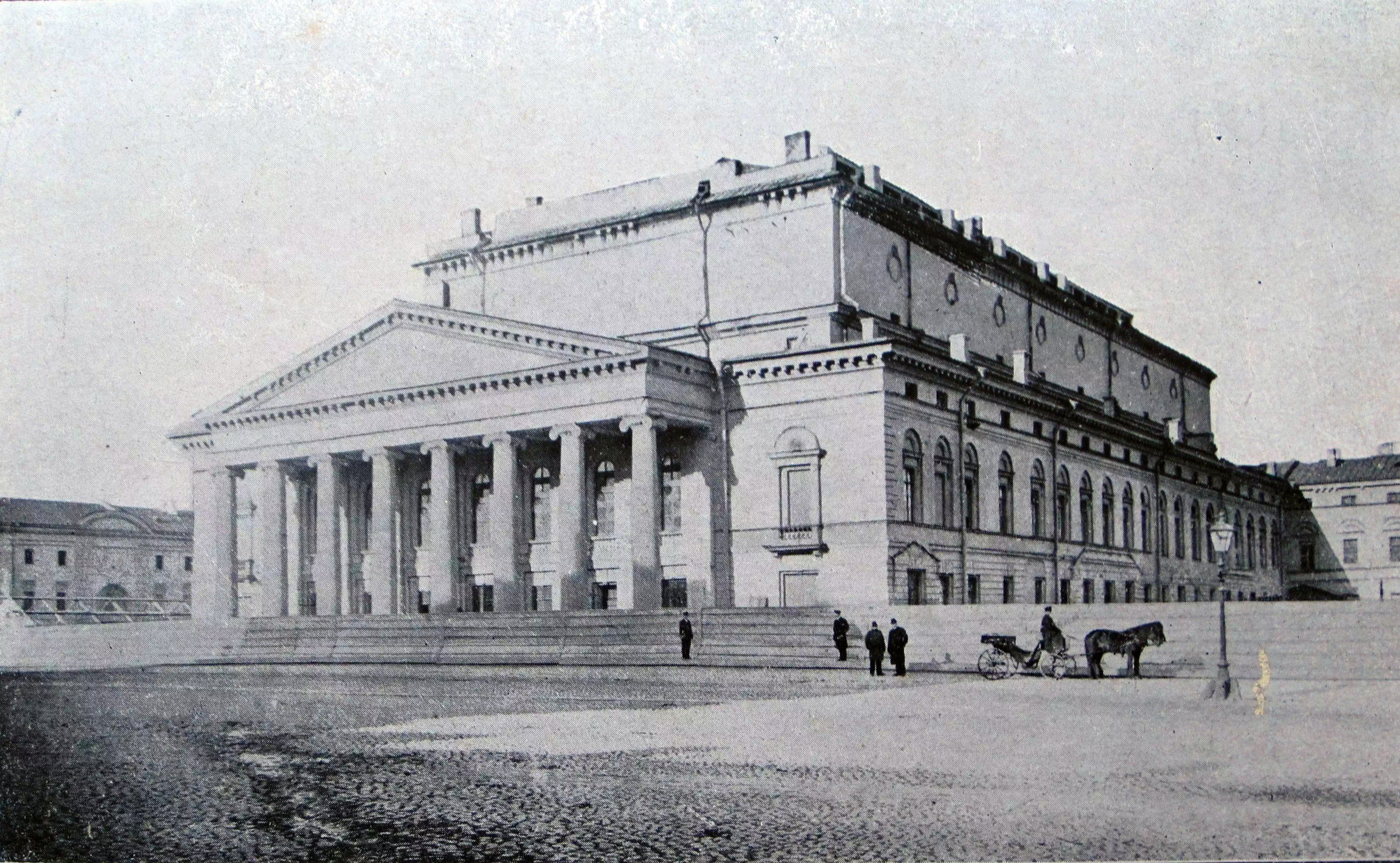
Bolschoi-Theater 1886

Das Bolschoi-Theater (russisch Большой театр „Großes Theater“) oder Kamenny-Theater (russisch Каменный театр „Steinernes Theater“) war ein Theater in Sankt Petersburg.
Es wurde 1783 im klassizistischen Stil nach Plänen Antonio Rinaldis als „Kamenny“-Theater erbaut. 1802 erfolgte nach einem Umbau durch Jean-François Thomas de Thomon die Umbenennung in „Bolschoi“. Durch ein Feuer am 1. Januar 1811 brannte das Gebäude ab, die Wiedereröffnung nach Wiederaufbau durch Antoine-François Mauduit erfolgte am 3. Februar 1818.
Bis zum Jahr 1886 waren das zaristische Ballett und die zaristische Oper dort ansässig. Obgleich das Bolschoi-Theater viele große russische Opern im Repertoire hatte, wurden doch die meisten Opern im Mariinski-Theater uraufgeführt.
Im Jahr 1886 wurde das Gebäude als unsicher eingestuft. Auf Geheiß des Direktors Iwan Alexandrowitsch Wsewoloschski wurden Ballett- und Opernaufführungen seitdem im Mariinski-Theater aufgeführt. Das Gebäude des Bolschoi-Theaters wurde in der Folge abgerissen, um Platz für das Sankt Petersburger Konservatorium zu schaffen.
Das Theater ist nicht zu verwechseln mit dem Bolschoi-Theater in Moskau.

## Uraufführungen
Zu den im Bolschoi-Theater uraufgeführten Opern zählen:
- Giovanni Paisiello: Il mondo della luna (24. Septemberjul. / 5. Oktober 1783greg., zur Theater-Eröffnung)[3]
- Michail Glinka: Ein Leben für den Zaren (27. Novemberjul. / 9. Dezember 1836greg.)[4]
- Michail Glinka: Ruslan und Ljudmila (27. Novemberjul. / 9. Dezember 1842greg.)[5]
- Giuseppe Verdi: La forza del destino (Erstfassung, 29. Oktoberjul. / 10. November 1862greg.)[6]

Außerdem gab es Uraufführungen einiger Ballette:
- Cesare Pugni / Marius Petipa: Die Tochter des Pharaos (18. Januar 1862)[7]
- Cesare Pugni / Arthur Saint-Léon: Das bucklige Pferdchen oder Das Zarenmädchen (3. Dezember 1864)[8]
- Léon Minkus / Marius Petipa: La Bayadère (23. Januar 1877)[9]